# 塞勒斯 (伊利諾伊州)
塞勒斯（英語：Sellers）是位於美國伊利諾伊州尚佩恩縣的一個非建制地區。該地的面積和人口皆未知。

## 地理
塞勒斯的座標為40°11′11″N 88°06′17″W / 40.18639°N 88.10472°W，而該地的平均海拔高度為212米（即696英尺）。